# Ricardo Tarno Blanco
Ricardo Tarno Blanco (Sevilla, 20 de maig de 1966) és un polític espanyol, president del Partit Popular de Sevilla des de l'any 2000. Actualment és Diputat per la província de Sevilla i alcalde de Mairena del Aljarafe. Ocupa diversos càrrecs, sent alcalde de Mairena, president de la Gerència Municipal d'Urbanisme, president de l'Institut Municipal de Dinamització Ciutadana i diputat per la província de Sevilla.

## Biografia
Entre els anys 2000 i 2008 va ser diputat del Parlament d'Andalusia i des d'aquest any és diputat del Congrés dels Diputats. El 2011 va ser el candidat del PP a l'alcaldia de Mairena del Aljarafe, en unes eleccions en les quals per primera vegada el PSOE no va ser el partit més votat. La candidatura del PP va quedar en primer lloc, amb el 40% dels vots.
En les eleccions generals de 2011 Ricardo Tarno va revalidar el seu escó al Congrés. Va ser l'un dels cinc diputats que el PP va aconseguir a la província de Sevilla. En la candidatura popular va ocupar el segon lloc, al costat de Cristóbal Montoro Romero.
Al febrer de 2014 van aparèixer informacions sobre la seva presumpta implicació, segons la Fiscalia, en el cobrament de suborns pagats per una trama urbanística amb interessos a la comarca del Aljarafe de Sevilla.
Segons la seva declaració de béns feta pública com a Diputat, té conceguts 3 crèdits hipotecaris per valor de més de 250.000 euros amb les entitats bancàries Banesto i la ja inexistent CajaSol, fusionada amb La Caixa i responsable del projecte de la Torre Pelli a Sevilla.